# Vincenzo Borg
Vincenzo Maria Borg (Maltese, 1773 – 18 de juliol de 1837), també conegut pel seu sobrenom Brared (o Braret ), va ser un comerciant maltès que va ser un dels principals líders insurgents durant el bloqueig francès de 1798–1800. Va ser tinent des de 1801 fins que va ser deposat el gener de 1804.

## Biografia

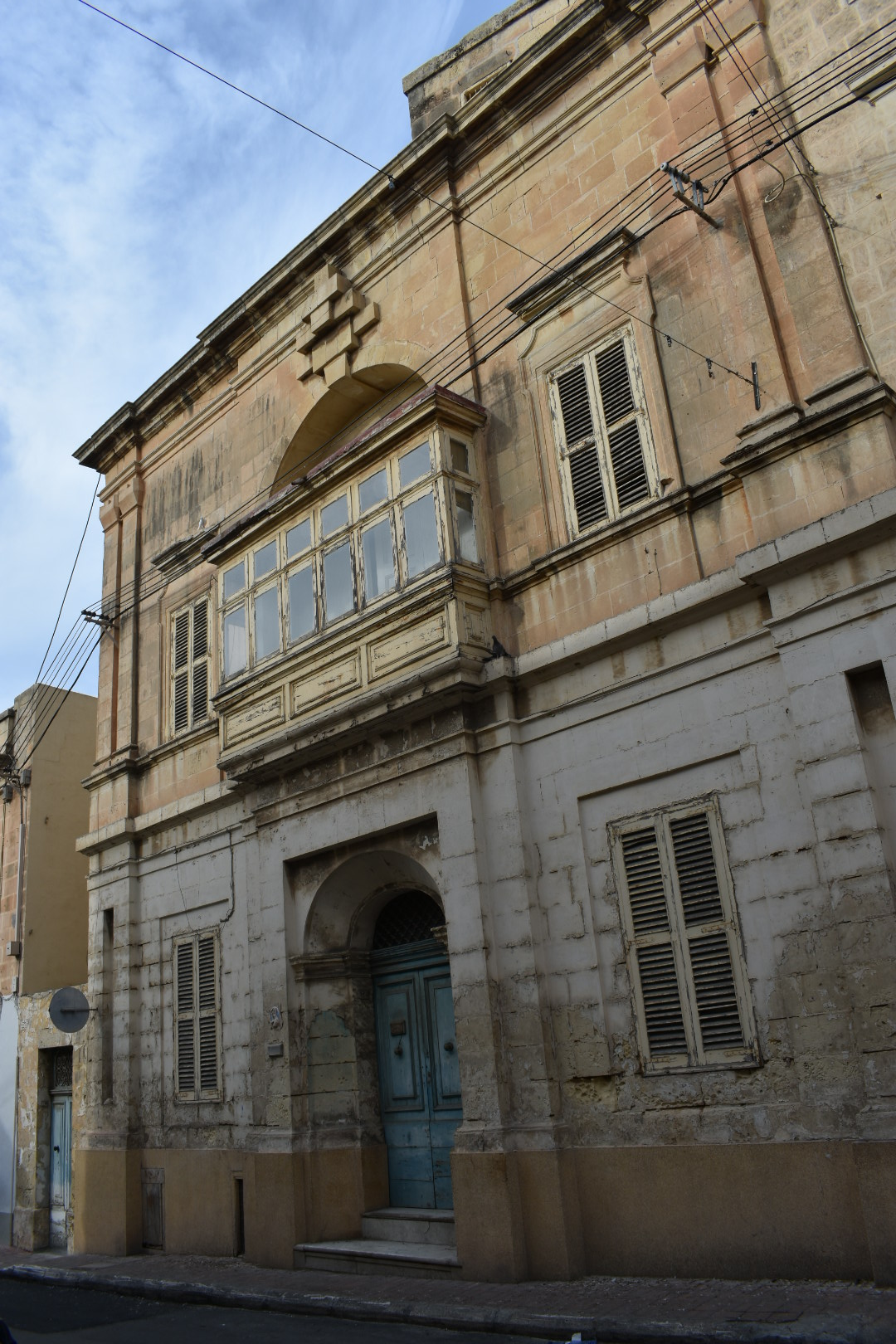
Residència de Vincenzo Borg, situada a 84, Triq Santu Rokku, Birkirkara. Va ser utilitzat com a escola i com a hospital. Té una Muxrabija única en una torre a la part superior de la casa.

Ċensu Borg, sobrenomenat Brared, va néixer l'any 1773 a la ciutat de Birkirkara. Va ser un dels principals comerciants de cotó a Malta i va ser una figura popular a l'illa. Com a part del seu negoci, solia vendre productes anomenats brared (singular: barrada) i així va originar el seu sobrenom.
Quan els maltesos es van rebel·lar contra l'ocupació francesa el 1798, Brared va ser escollit pels habitants de Birkirkara i Mosta com a líder. Va estar al capdavant del batalló més gran de l' exèrcit insurgent i es va convertir en un dels principals líders de l'aixecament, juntament amb Emmanuele Vitale i Francesco Saverio Caruana. Ha finançat una sèrie de soldats durant tot el bloqueig.

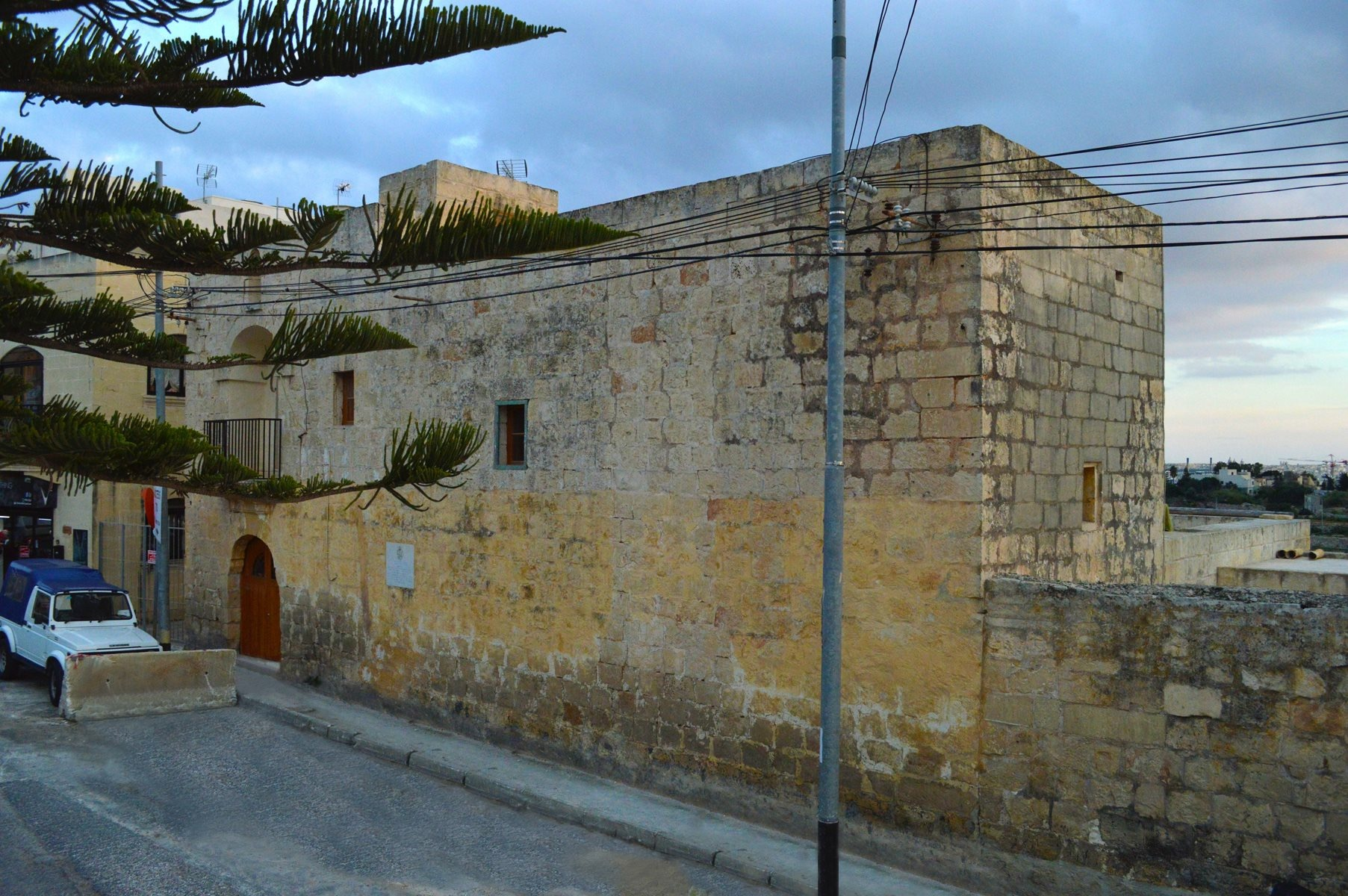
Ta' Xindi Farmhouse, la seu de camp de Brared el 1798–1800

Durant tot el bloqueig, capomastri sota el comandament de Brared va construir una sèrie de bateries per bombardejar posicions franceses i evitar un contraatac, incloent la bateria de Għargħar, la bateria de Ta' Għemmuna i diverses bateries a Sliema . Brared tenia la seva seu de camp a Ta' Xindi Farmhouse, avui una de les poques fites supervivents del bloqueig.
El 4 de febrer de 1799, Brared va suggerir al capità Alexander Ball que Malta fos sota protecció britànica, i va hissar la primera bandera britànica a l'illa. El 2 de febrer de 1801, Brared va rebre la medalla d'or Pro Patria en reconeixement del seu paper en el bloqueig. Va esdevenir el tinent de Birkirkara i Mosta de 1801 a 1804. Es va barallar amb Ball el gener de 1804 a causa de suposades intrigues polítiques, i va ser posat sota arrest domiciliari. Va ser nomenat cavaller de l'orde de Sant Miquel i Sant Jordi el 9 de febrer de 1833.
Brared va morir el 18 de juliol de 1837 i va ser enterrat a l' església parroquial de la seva ciutat natal Birkirkara.